# Каррильо, Стефано
Стефано Эммануэль Каррильо Кальдерон (исп. Stephano Emmanuel Carrillo Calderón; родился 7 марта 2006) — мексиканский футболист, нападающий нидерландского клуба «Фейеноорд», выступающий на правах аренды за «Дордрехт».

## Клубная карьера
Уроженец Куэнкаме, Каррильо является воспитанником футбольной академии клуба «Сантос Лагуна», за который выступал с 2018 года.
5 февраля 2025 года перешёл в нидерландский «Фейеноорд», подписав четырёхлетний контракт до середины 2029 года.
9 августа 2025 года перешёл на правах аренды в «Дордрехт».

## Карьера в сборной
Выступал за сборные Мексики до 16, до 17 и до 18 лет.
В 2022 году в составе сборной Мексики до 16 лет сыграл на турнире в Монтегю, забив гол в матче против сверстников из Бельгии.
В феврале 2023 года в составе сборной Мексики до 17 лет сыграл на чемпионате КОНКАКАФ среди команд до 17 лет. Забил на чемпионате 8 голов, в том числе гол в финале против сборной США, став лучшим бомбардиром турнира, на котором мексиканцы одержали победу.
В ноябре 2023 года был включён в заявку мексиканской сборной на юношеский чемпионат мира в Индонезии. На турнире забил гол в матче против сборной Венесуэлы и два гола против сборной Новой Зеландии.

## Достижения
Сборная Мексики (до 17 лет)
- Победитель чемпионата КОНКАКАФ среди команд до 17 лет: 2023
- Лучший бомбардир чемпионата КОНКАКАФ среди команд до 17 лет: 2023 (8 голов)[8]